# Вебер, Кристофер
Кристофер Вебер (нем. Christopher Weber; род. 5 октября 1991, Дортмунд, Северный Рейн-Вестфалия) ― немецкий бобслеист, чемпион Европы, серебряный призёр на XXIV Зимних Олимпийских играх 2022 года в Пекине.

## Биография
Родился 5 октября 1991 года Дортмунде, Германия.
Чемпион Европы 2020 года в четвёрке. 
На чемпионате мира 2020 года дважды выиграл серебряные медали в двойке и четвёрке.
На зимних Олимпийских играх 2022 года в Пекине выиграл серебро в четвёрке.